# File de Priene
File (grec antic: Φίλη; c. 50 aC) va ser la primera benefactora de la qual hom té constància i la primera magistrada a l'antiga ciutat grega de Priene. Va ser honrada, al segle i aC, en un decret públic per construir, al seu càrrec, l'embassament i l'aqüeducte de la ciutat.
Era filla d'Apol·loni i esposa de Tèssal, fill de Polidectes.